# Vlag van Noordrijn-Westfalen

Landesflagge van Noordrijn-Westfalen

Landesdienstflagge van Noordrijn-Westfalen

De vlag van Noordrijn-Westfalen is een groen-wit-rode driekleur. De Landesdienstflagge is dezelfde vlag, maar dan met de gecombineerde wapens van de Pruisische provincies Rijnland (witte lijn op een groene achtergrond: zilveren stroom en weilanden) en Westfalen (het witte paard), en het oude vorstendom Lippe (de rode roos). Volgens een legende is het Westfaalse paard, hetzelfde paard dat de Saksische leider Widukind bereed nadat hij zich tot het christendom had bekeerd. Andere bronnen menen dat het het paard van Hendrik de Leeuw was. De vlag is op 10 maart 1953 officieel aangenomen.
De driekleur is een combinatie van het Rijnlandse groen-wit en het Westfaalse wit-rood.

Vlag van de Rijnprovincie
Vlag van Westfalen